# Mendota Heights (Minnesota)
Mendota Heights es una ciudad ubicada en el condado de Dakota en el estado estadounidense de Minnesota. En el Censo de 2010 tenía una población de 11071 habitantes y una densidad poblacional de 422,39 personas por km².

## Geografía
Mendota Heights se encuentra ubicada en las coordenadas 44°52′44″N 93°8′2″O / 44.87889, -93.13389. Según la Oficina del Censo de los Estados Unidos, Mendota Heights tiene una superficie total de 26.21 km², de la cual 23.7 km² corresponden a tierra firme y (9.58%) 2.51 km² es agua.

## Demografía
Según el censo de 2010, había 11071 personas residiendo en Mendota Heights. La densidad de población era de 422,39 hab./km². De los 11071 habitantes, Mendota Heights estaba compuesto por el 93.79% blancos, el 1.48% eran afroamericanos, el 0.15% eran amerindios, el 2.18% eran asiáticos, el 0.02% eran isleños del Pacífico, el 0.59% eran de otras razas y el 1.8% pertenecían a dos o más razas. Del total de la población el 2.92% eran hispanos o latinos de cualquier raza.